# 小野三太
小野三太 FRSC FCAHS（日语：小野三太；1962年11月23日—）是日裔美国免疫学家。小野曾于2012年至2016年担任辛辛那提大学第28任校长，2016年至2022年担任英屬哥倫比亞大學第15任校长，于2022年10月至2025年5月担任密歇根大学第15任校长。
小野三太出生于1962年，是数学家小野孝的儿子，他于1950年代后期从日本移民到美国。小野出生于加拿大不列颠哥伦比亚省温哥华，他的父亲于1961年至1964年在不列颠哥伦比亚大学担任数学教授。因此小野通过血统法获得美国公民身份，并通过出生地法获得加拿大公民身份。小野在宾夕法尼亚州的费城和马里兰州的陶森长大，他的父亲于1964年至1969年在宾夕法尼亚大学担任终身教授，并于1969年在约翰霍普金斯大学担任终身教授。
小野于1984年获得芝加哥大学生物科学专业学士学位，1991年获得加拿大麦吉尔大学实验医学哲学博士。

## 学术行政生涯
小野三太早期曾在约翰·霍普金斯大学、哈佛大学、伦敦大学学院和埃默里大学任职。2006年，他被埃默里大学任命为学术项目副教务长。
任职4年后，小野于2010年离开埃默里大学，前往辛辛那提大学担任教务长。2012年，他就任辛辛那提大学第28任校长，成为美国大学中为数不多的亚裔校长之一。他在任期间，辛辛那提大学入学人数创下历史高，学校获得的捐赠金额增加了2亿美元。
2016年，小野前往不列颠哥伦比亚大学就任第15任校长，他还表示，“是不列颠哥伦比亚大学给了我们移民家庭在北美定居的机会。”2020年，不列颠哥伦比亚大学和他续约5年，第二段任期自2021年起。
2022年，密歇根大学大学校长马克·施莱赛尔因和下属发生丑闻被解聘。小野三太被选为密歇根大学继任校长，为校史上的第15任校长。
2023年10月加以冲突发生后，10月10日，小野谴责哈马斯10月7日对以色列平民的袭击，并表示暴力永远不是解决办法。同年11月，约有200名抗议者涌入密歇根大学行政楼，要求和小野三太对峙，要求密歇根大学停止资助以色列军事行动相关的公司。警方共逮捕了40人，随后释放。2025年1月，学校暂停了亲巴勒斯坦的学生组织“自由与平等学生联盟”的资格2年。
2025年3月，在特朗普政府对高校的持续施压下，密歇根大学取消了DEI项目。其DEI项目曾是美国主要公立大学中的典范之一，自2016年起已耗资2.5亿美元。
2025年5月，小野宣布宣布卸任密歇根大学校长一职。随后，佛罗里达大学校长遴选委员会宣布小野是唯一入选的最终候选人，该校董事会一致投票批准小野洋子出任该校第14任校长。但在6月的佛罗里达州立大学系统理事会上，他被10票反对-6票赞成的投票，被否决了佛罗里达大学校长任命。理事会成员批评其领导密歇根大学时庞大的DEI项目，并认为该校未能遏制反犹太主义。尽管小野试图与这些划清界限，但理事会成员并不相信他的新表态。